# Суарес, Леонель
Леонель Суарес — кубинский легкоатлет, который специализируется в десятиборье. Победитель Панамериканских игр 2011 года. Бронзовый призёр олимпийских игр в 2008 и 2012 годах. Чемпион Центральной Америки и стран Карибского бассейна 2009 года. Занял 10-е место на чемпионате мира 2013 года в Москве. Занял 7-е место в семиборье на чемпионате мира 2010 года в помещении.
Чемпион Кубы 2007 года. В настоящее время владеет национальными рекордами в семиборье — 5964 очков и десятиборье — 8654 очка.

## Достижения
IAAF World Combined Events Challenge
- 2008;  Mehrkampf-Meeting Ratingen — 8451 очко
- 2010;  Multistars — 8112 очков
- 2010;  Mehrkampf-Meeting Ratingen — 8243 очка
- 2010;  Hypo-Meeting — 8286 очков
- 2010;  Décastar — 8328 очков
- 2011;  TNT – Fortuna Meeting — 8231 очко